# Élections municipales de 2026 en Martinique
Pour un article plus général, voir Élections municipales françaises de 2026.
Les élections municipales en Martinique sont prévues en mars 2026. Cette page ne traite que les communes de 1 500 habitants et plus en Martinique.

## Résultats à l'échelle du département

### Maires sortants et maires élus
| Commune           | Population (en 2022) | Maire sortant(e)         | Parti | Parti  | Maire élu(e) | Parti | Parti |
| ----------------- | -------------------- | ------------------------ | ----- | ------ | ------------ | ----- | ----- |
| L'Ajoupa-Bouillon | 1 693                | Maurice Bonté            |       | DVD    |              |       |       |
| Les Anses-d'Arlet | 3 874                | Eugène Larcher           |       | RDM    |              |       |       |
| Basse-Pointe      | 2 810                | Marie-Thérèse Casimirius |       | PPM    |              |       |       |
| Bellefontaine     | 1 824                | Félix Ismain             |       | PPM    |              |       |       |
| Le Carbet         | 3 619                | Jean-Claude Écanvil      |       | PPM    |              |       |       |
| Case-Pilote       | 4 524                | Jean-Marc Bocquet        |       | SE     |              |       |       |
| Le Diamant        | 5 924                | Hugues Toussay           |       | RDM    |              |       |       |
| Ducos             | 17 837               | Aurélie Nella            |       | Péyi-A |              |       |       |
| Le François       | 15 858               | Samuel Tavernier         |       | DVG    |              |       |       |
| Fort-de-France    | 75 165               | Didier Laguerre          |       | PPM    |              |       |       |
| Gros-Morne        | 9 752                | Gilbert Couturier        |       | DVG    |              |       |       |
| Le Lamentin       | 39 346               | David Zobda              |       | BPM    |              |       |       |
| Le Lorrain        | 6 607                | Justin Pamphile          |       | RE     |              |       |       |
| Le Marigot        | 2 991                | Joseph Péraste           |       | DVD    |              |       |       |
| Le Marin          | 8 526                | José Mirande             |       | BPM    |              |       |       |
| Le Morne-Rouge    | 4 469                | Jenny Dulys-Petit        |       | RE     |              |       |       |
| Le Morne-Vert     | 1 748                | Angèle Serbin            |       | DVG    |              |       |       |
| Rivière-Pilote    | 11 797               | Raymond Théodose         |       | DVG    |              |       |       |
| Rivière-Salée     | 11 818               | André Lesueur            |       | FMP    |              |       |       |
| Le Robert         | 21 490               | Farell François-Haugrin  |       | RDM    |              |       |       |
| Saint-Esprit      | 10 422               | Fred-Michel Tirault      |       | LR     |              |       |       |
| Saint-Joseph      | 16 470               | Yan Monplaisir           |       | DVD    |              |       |       |
| Saint-Pierre      | 4 069                | Christian Rapha          |       | RE     |              |       |       |
| Sainte-Anne       | 4 491                | Jean-Michel Gémieux      |       | SE     |              |       |       |
| Sainte-Luce       | 9 275                | Nicaise-Gérard Monrose   |       | DVG    |              |       |       |
| Sainte-Marie      | 14 827               | Bruno Nestor Azerot      |       | SE     |              |       |       |
| Schœlcher         | 19 342               | Luc-Louison Clémenté     |       | DVG    |              |       |       |
| La Trinité        | 11 622               | Patricia Telle           |       | FSM    |              |       |       |
| Les Trois-Îlets   | 6 735                | Arnaud René-Corail       |       | DVG    |              |       |       |
| Le Vauclin        | 8 481                | Jimmy Farreaux           |       | DVG    |              |       |       |

### Résultats en nombre de maires
| Partis       | Partis                                        | Maires sortants | Maires élus | Évolution |
| ------------ | --------------------------------------------- | --------------- | ----------- | --------- |
|              | Divers gauche                                 | 8               |             |           |
|              | Parti progressiste martiniquais               | 4               |             |           |
|              | Rassemblement démocratique pour la Martinique | 3               |             |           |
|              | Bâtir le pays Martinique                      | 2               |             |           |
|              | Fédération socialiste de la Martinique        | 1               |             |           |
|              | Péyi-A                                        | 1               |             |           |
| Total gauche | Total gauche                                  | 19              |             |           |
|              | Divers droite                                 | 3               |             |           |
|              | Forces martiniquaises de progrès              | 1               |             |           |
|              | Les Républicains                              | 1               |             |           |
| Total droite | Total droite                                  | 5               |             |           |
|              | Renaissance                                   | 3               |             |           |
| Total centre | Total centre                                  | 3               |             |           |
|              | Sans étiquette                                | 3               |             |           |
| Total        | Total                                         | 30              | 30          | -         |

## Résultats dans les communes de plus de 1 500 habitants

### L'Ajoupa-Bouillon
- Maire sortant : Maurice Bonté (DVD)
- 19 sièges à pourvoir au conseil municipal (population légale 2022 : 1 693 habitants)
- 1 siège à pourvoir au conseil communautaire (CA du Pays Nord Martinique)

| Tête de liste | Tête de liste | Parti(s) | Nuance | Premier tour | Premier tour | Second tour | Second tour | Sièges | Sièges |
| Tête de liste | Tête de liste | Parti(s) | Nuance | Voix         | %            | Voix        | %           | CM     | CC     |
| ------------- | ------------- | -------- | ------ | ------------ | ------------ | ----------- | ----------- | ------ | ------ |

### Les Anses-d'Arlet
- Maire sortant : Eugène Larcher (RDM)
- 27 sièges à pourvoir au conseil municipal (population légale 2022 : 3 874 habitants)
- 2 sièges à pourvoir au conseil communautaire (CA de l'espace sud de la Martinique)

| Tête de liste | Tête de liste | Parti(s) | Nuance | Premier tour | Premier tour | Second tour | Second tour | Sièges | Sièges |
| Tête de liste | Tête de liste | Parti(s) | Nuance | Voix         | %            | Voix        | %           | CM     | CC     |
| ------------- | ------------- | -------- | ------ | ------------ | ------------ | ----------- | ----------- | ------ | ------ |

### Basse-Pointe
- Maire sortante : Marie-Thérèse Casimirius (PPM)
- 23 sièges à pourvoir au conseil municipal (population légale 2022 : 2 810 habitants)
- 1 siège à pourvoir au conseil communautaire (CA du Pays Nord Martinique)

| Tête de liste | Tête de liste | Parti(s) | Nuance | Premier tour | Premier tour | Second tour | Second tour | Sièges | Sièges |
| Tête de liste | Tête de liste | Parti(s) | Nuance | Voix         | %            | Voix        | %           | CM     | CC     |
| ------------- | ------------- | -------- | ------ | ------------ | ------------ | ----------- | ----------- | ------ | ------ |

### Bellefontaine
- Maire sortant : Félix Ismain (PPM)
- 19 sièges à pourvoir au conseil municipal (population légale 2022 : 1 824 habitants)
- 1 siège à pourvoir au conseil communautaire (CA du Pays Nord Martinique)

| Tête de liste            | Tête de liste | Parti(s) | Nuance | Premier tour | Premier tour | Second tour | Second tour | Sièges | Sièges |
| Tête de liste            | Tête de liste | Parti(s) | Nuance | Voix         | %            | Voix        | %           | CM     | CC     |
| ------------------------ | ------------- | -------- | ------ | ------------ | ------------ | ----------- | ----------- | ------ | ------ |
|                          | Félix Ismain, | PPM      |        |              |              |             |             |        |        |
|                          |               |          |        |              |              |             |             |        |        |
| Exprimés                 |               |          |        |              |              |             |             |        |        |
| Votes blancs             |               |          |        |              |              |             |             |        |        |
| Votes nuls               |               |          |        |              |              |             |             |        |        |
| Total                    | Total         | Total    | Total  |              | 100          |             | 100         | 19     | 1      |
| Absentions               |               |          |        |              |              |             |             |        |        |
| Inscrits / participation |               |          |        |              |              |             |             |        |        |

### Le Carbet
- Maire sortant : Jean-Claude Écanvil (PPM)
- 27 sièges à pourvoir au conseil municipal (population légale 2022 : 3 619 habitants)
- 2 sièges à pourvoir au conseil communautaire (CA du Pays Nord Martinique)

| Tête de liste | Tête de liste | Parti(s) | Nuance | Premier tour | Premier tour | Second tour | Second tour | Sièges | Sièges |
| Tête de liste | Tête de liste | Parti(s) | Nuance | Voix         | %            | Voix        | %           | CM     | CC     |
| ------------- | ------------- | -------- | ------ | ------------ | ------------ | ----------- | ----------- | ------ | ------ |

### Case-Pilote
- Maire sortant : Jean-Marc Bocquet (SE)
- 27 sièges à pourvoir au conseil municipal (population légale 2022 : 4 524 habitants)
- 2 sièges à pourvoir au conseil communautaire (CA du pays Nord Martinique)

| Tête de liste | Tête de liste | Parti(s) | Nuance | Premier tour | Premier tour | Second tour | Second tour | Sièges | Sièges |
| Tête de liste | Tête de liste | Parti(s) | Nuance | Voix         | %            | Voix        | %           | CM     | CC     |
| ------------- | ------------- | -------- | ------ | ------------ | ------------ | ----------- | ----------- | ------ | ------ |

### Le Diamant
- Maire sortant : Hugues Toussay (RDM)
- 29 sièges à pourvoir au conseil municipal (population légale 2022 : 5 924 habitants)
- 2 sièges à pourvoir au conseil communautaire (CA de l'espace sud de la Martinique)

| Tête de liste | Tête de liste | Parti(s) | Nuance | Premier tour | Premier tour | Second tour | Second tour | Sièges | Sièges |
| Tête de liste | Tête de liste | Parti(s) | Nuance | Voix         | %            | Voix        | %           | CM     | CC     |
| ------------- | ------------- | -------- | ------ | ------------ | ------------ | ----------- | ----------- | ------ | ------ |

### Ducos
- Maire sortante : Aurélie Nella (Péyi-A)
- 33 sièges à pourvoir au conseil municipal (population légale 2022 : 17 837 habitants)
- 6 sièges à pourvoir au conseil communautaire (CA de l'espace sud de la Martinique)

| Tête de liste | Tête de liste | Parti(s) | Nuance | Premier tour | Premier tour | Second tour | Second tour | Sièges | Sièges |
| Tête de liste | Tête de liste | Parti(s) | Nuance | Voix         | %            | Voix        | %           | CM     | CC     |
| ------------- | ------------- | -------- | ------ | ------------ | ------------ | ----------- | ----------- | ------ | ------ |

### Le François
- Maire sortant : Samuel Tavernier (DVG)
- 33 sièges à pourvoir au conseil municipal (population légale 2022 : 15 858 habitants)
- 6 sièges à pourvoir au conseil communautaire (CA de l'espace sud de la Martinique)

| Tête de liste | Tête de liste | Parti(s) | Nuance | Premier tour | Premier tour | Second tour | Second tour | Sièges | Sièges |
| Tête de liste | Tête de liste | Parti(s) | Nuance | Voix         | %            | Voix        | %           | CM     | CC     |
| ------------- | ------------- | -------- | ------ | ------------ | ------------ | ----------- | ----------- | ------ | ------ |

### Fort-de-France
- Maire sortant : Didier Laguerre (PPM)
- 49 sièges à pourvoir au conseil municipal (population légale 2022 : 75 165 habitants)
- 28 sièges à pourvoir au conseil communautaire (CA du Centre de la Martinique)

| Tête de liste | Tête de liste | Parti(s) | Nuance | Premier tour | Premier tour | Second tour | Second tour | Sièges | Sièges |
| Tête de liste | Tête de liste | Parti(s) | Nuance | Voix         | %            | Voix        | %           | CM     | CC     |
| ------------- | ------------- | -------- | ------ | ------------ | ------------ | ----------- | ----------- | ------ | ------ |

### Gros-Morne
- Maire sortant : Gilbert Couturier (DVG)
- 29 sièges à pourvoir au conseil municipal (population légale 2022 : 9 752 habitants)
- 5 sièges à pourvoir au conseil communautaire (CA du Pays Nord Martinique)

| Tête de liste            | Tête de liste       | Parti(s) | Nuance | Premier tour | Premier tour | Second tour | Second tour | Sièges | Sièges |
| Tête de liste            | Tête de liste       | Parti(s) | Nuance | Voix         | %            | Voix        | %           | CM     | CC     |
| ------------------------ | ------------------- | -------- | ------ | ------------ | ------------ | ----------- | ----------- | ------ | ------ |
|                          | Audrey Thaly-Bardol | PPM      |        |              |              |             |             |        |        |
|                          |                     |          |        |              |              |             |             |        |        |
| Exprimés                 |                     |          |        |              |              |             |             |        |        |
| Votes blancs             |                     |          |        |              |              |             |             |        |        |
| Votes nuls               |                     |          |        |              |              |             |             |        |        |
| Total                    | Total               | Total    | Total  |              | 100          |             | 100         | 29     | 5      |
| Absentions               |                     |          |        |              |              |             |             |        |        |
| Inscrits / participation |                     |          |        |              |              |             |             |        |        |

### Le Lamentin
- Maire sortant : David Zobda (BPM)
- 39 sièges à pourvoir au conseil municipal (population légale 2022 : 39 346 habitants)
- 15 sièges à pourvoir au conseil communautaire (CA du Centre de la Martinique)

| Tête de liste | Tête de liste | Parti(s) | Nuance | Premier tour | Premier tour | Second tour | Second tour | Sièges | Sièges |
| Tête de liste | Tête de liste | Parti(s) | Nuance | Voix         | %            | Voix        | %           | CM     | CC     |
| ------------- | ------------- | -------- | ------ | ------------ | ------------ | ----------- | ----------- | ------ | ------ |

### Le Lorrain
- Maire sortant : Justin Pamphile (RE)
- 29 sièges à pourvoir au conseil municipal (population légale 2022 : 6 607 habitants)
- 3 sièges à pourvoir au conseil communautaire (CA du Pays Nord Martinique)

| Tête de liste | Tête de liste | Parti(s) | Nuance | Premier tour | Premier tour | Second tour | Second tour | Sièges | Sièges |
| Tête de liste | Tête de liste | Parti(s) | Nuance | Voix         | %            | Voix        | %           | CM     | CC     |
| ------------- | ------------- | -------- | ------ | ------------ | ------------ | ----------- | ----------- | ------ | ------ |

### Le Marigot
- Maire sortant : Joseph Péraste (DVD)
- 23 sièges à pourvoir au conseil municipal (population légale 2022 : 2 991 habitants)
- 1 siège à pourvoir au conseil communautaire (CA du Pays Nord Martinique)

| Tête de liste | Tête de liste | Parti(s) | Nuance | Premier tour | Premier tour | Second tour | Second tour | Sièges | Sièges |
| Tête de liste | Tête de liste | Parti(s) | Nuance | Voix         | %            | Voix        | %           | CM     | CC     |
| ------------- | ------------- | -------- | ------ | ------------ | ------------ | ----------- | ----------- | ------ | ------ |

### Le Marin
- Maire sortant : José Mirande (BPM)
- 29 sièges à pourvoir au conseil municipal (population légale 2022 : 8 526 habitants)
- 4 sièges à pourvoir au conseil communautaire (CA de l'espace sud de la Martinique)

| Tête de liste | Tête de liste | Parti(s) | Nuance | Premier tour | Premier tour | Second tour | Second tour | Sièges | Sièges |
| Tête de liste | Tête de liste | Parti(s) | Nuance | Voix         | %            | Voix        | %           | CM     | CC     |
| ------------- | ------------- | -------- | ------ | ------------ | ------------ | ----------- | ----------- | ------ | ------ |

### Le Morne-Rouge
- Maire sortante : Jenny Dulys-Petit (RE)
- 27 sièges à pourvoir au conseil municipal (population légale 2022 : 4 469 habitants)
- 2 sièges à pourvoir au conseil communautaire (CA du Pays Nord Martinique)

| Tête de liste | Tête de liste | Parti(s) | Nuance | Premier tour | Premier tour | Second tour | Second tour | Sièges | Sièges |
| Tête de liste | Tête de liste | Parti(s) | Nuance | Voix         | %            | Voix        | %           | CM     | CC     |
| ------------- | ------------- | -------- | ------ | ------------ | ------------ | ----------- | ----------- | ------ | ------ |

### Le Morne-Vert
- Maire sortante : Angèle Serbin (DVG)
- 19 sièges à pourvoir au conseil municipal (population légale 2022 : 1 748 habitants)
- 1 siège à pourvoir au conseil communautaire (CA du Pays Nord Martinique)

| Tête de liste | Tête de liste | Parti(s) | Nuance | Premier tour | Premier tour | Second tour | Second tour | Sièges | Sièges |
| Tête de liste | Tête de liste | Parti(s) | Nuance | Voix         | %            | Voix        | %           | CM     | CC     |
| ------------- | ------------- | -------- | ------ | ------------ | ------------ | ----------- | ----------- | ------ | ------ |

### Rivière-Pilote
- Maire sortant : Raymond Théodose (DVG)
- 33 sièges à pourvoir au conseil municipal (population légale 2022 : 11 797 habitants)
- 6 sièges à pourvoir au conseil communautaire (CA de l'espace sud de la Martinique)

| Tête de liste | Tête de liste | Parti(s) | Nuance | Premier tour | Premier tour | Second tour | Second tour | Sièges | Sièges |
| Tête de liste | Tête de liste | Parti(s) | Nuance | Voix         | %            | Voix        | %           | CM     | CC     |
| ------------- | ------------- | -------- | ------ | ------------ | ------------ | ----------- | ----------- | ------ | ------ |

### Rivière-Salée
- Maire sortant : André Lesueur (FPM)
- 33 sièges à pourvoir au conseil municipal (population légale 2022 : 11 818 habitants)
- 6 sièges à pourvoir au conseil communautaire (CA de l'espace sud de la Martinique)

| Tête de liste | Tête de liste | Parti(s) | Nuance | Premier tour | Premier tour | Second tour | Second tour | Sièges | Sièges |
| Tête de liste | Tête de liste | Parti(s) | Nuance | Voix         | %            | Voix        | %           | CM     | CC     |
| ------------- | ------------- | -------- | ------ | ------------ | ------------ | ----------- | ----------- | ------ | ------ |

### Le Robert
- Maire sortant : Farell François-Haugrin (RDM)
- 35 sièges à pourvoir au conseil municipal (population légale 2022 : 21 490 habitants)
- 13 sièges à pourvoir au conseil communautaire (CA du Pays Nord Martinique)

| Tête de liste | Tête de liste | Parti(s) | Nuance | Premier tour | Premier tour | Second tour | Second tour | Sièges | Sièges |
| Tête de liste | Tête de liste | Parti(s) | Nuance | Voix         | %            | Voix        | %           | CM     | CC     |
| ------------- | ------------- | -------- | ------ | ------------ | ------------ | ----------- | ----------- | ------ | ------ |

### Saint-Esprit
- Maire sortant : Fred-Michel Tirault (LR)
- 33 sièges à pourvoir au conseil municipal (population légale 2022 : 10 422 habitants)
- 4 sièges à pourvoir au conseil communautaire (CA de l'espace sud de la Martinique)

| Tête de liste | Tête de liste | Parti(s) | Nuance | Premier tour | Premier tour | Second tour | Second tour | Sièges | Sièges |
| Tête de liste | Tête de liste | Parti(s) | Nuance | Voix         | %            | Voix        | %           | CM     | CC     |
| ------------- | ------------- | -------- | ------ | ------------ | ------------ | ----------- | ----------- | ------ | ------ |

### Saint-Joseph
- Maire sortant : Yan Monplaisir (DVD)
- 33 sièges à pourvoir au conseil municipal (population légale 2022 : 16 470 habitants)
- 7 sièges à pourvoir au conseil communautaire (CA du Centre de la Martinique)

| Tête de liste | Tête de liste | Parti(s) | Nuance | Premier tour | Premier tour | Second tour | Second tour | Sièges | Sièges |
| Tête de liste | Tête de liste | Parti(s) | Nuance | Voix         | %            | Voix        | %           | CM     | CC     |
| ------------- | ------------- | -------- | ------ | ------------ | ------------ | ----------- | ----------- | ------ | ------ |

### Saint-Pierre
- Maire sortant : Christian Rapha (RE)
- 27 sièges à pourvoir au conseil municipal (population légale 2022 : 4 069 habitants)
- 2 sièges à pourvoir au conseil communautaire (CA du Pays Nord Martinique)

| Tête de liste | Tête de liste | Parti(s) | Nuance | Premier tour | Premier tour | Second tour | Second tour | Sièges | Sièges |
| Tête de liste | Tête de liste | Parti(s) | Nuance | Voix         | %            | Voix        | %           | CM     | CC     |
| ------------- | ------------- | -------- | ------ | ------------ | ------------ | ----------- | ----------- | ------ | ------ |

### Sainte-Anne
- Maire sortant : Jean-Michel Gémieux (SE)
- 27 sièges à pourvoir au conseil municipal (population légale 2022 : 4 491 habitants)
- 2 sièges à pourvoir au conseil communautaire (CA de l'espace sud de la Martinique)

| Tête de liste | Tête de liste | Parti(s) | Nuance | Premier tour | Premier tour | Second tour | Second tour | Sièges | Sièges |
| Tête de liste | Tête de liste | Parti(s) | Nuance | Voix         | %            | Voix        | %           | CM     | CC     |
| ------------- | ------------- | -------- | ------ | ------------ | ------------ | ----------- | ----------- | ------ | ------ |

### Sainte-Luce
- Maire sortant : Nicaise-Gérard Monrose (DVG)
- 29 sièges à pourvoir au conseil municipal (population légale 2022 : 9 275 habitants)
- 4 sièges à pourvoir au conseil communautaire (CA de l'espace sud de la Martinique)

| Tête de liste | Tête de liste | Parti(s) | Nuance | Premier tour | Premier tour | Second tour | Second tour | Sièges | Sièges |
| Tête de liste | Tête de liste | Parti(s) | Nuance | Voix         | %            | Voix        | %           | CM     | CC     |
| ------------- | ------------- | -------- | ------ | ------------ | ------------ | ----------- | ----------- | ------ | ------ |

### Sainte-Marie
- Maire sortant : Bruno Nestor Azerot (SE)
- 33 sièges à pourvoir au conseil municipal (population légale 2022 : 14 827 habitants)
- 9 sièges à pourvoir au conseil communautaire (CA du Pays Nord Martinique)

| Tête de liste | Tête de liste | Parti(s) | Nuance | Premier tour | Premier tour | Second tour | Second tour | Sièges | Sièges |
| Tête de liste | Tête de liste | Parti(s) | Nuance | Voix         | %            | Voix        | %           | CM     | CC     |
| ------------- | ------------- | -------- | ------ | ------------ | ------------ | ----------- | ----------- | ------ | ------ |

### Schœlcher
- Maire sortant : Luc-Louison Clémenté (DVG), ne se représente pas[4].
- 33 sièges à pourvoir au conseil municipal (population légale 2022 : 19 342 habitants)
- 6 sièges à pourvoir au conseil communautaire (CA du Centre de la Martinique)

| Tête de liste            | Tête de liste               | Parti(s) | Nuance | Premier tour | Premier tour | Second tour | Second tour | Sièges | Sièges |
| Tête de liste            | Tête de liste               | Parti(s) | Nuance | Voix         | %            | Voix        | %           | CM     | CC     |
| ------------------------ | --------------------------- | -------- | ------ | ------------ | ------------ | ----------- | ----------- | ------ | ------ |
|                          | Didier Marmot               | DVG      |        |              |              |             |             |        |        |
|                          | Daniel Chomet               | SE       |        |              |              |             |             |        |        |
|                          | Franck Sainte-Rose-Rosemond | SE       |        |              |              |             |             |        |        |
|                          |                             |          |        |              |              |             |             |        |        |
| Exprimés                 |                             |          |        |              |              |             |             |        |        |
| Votes blancs             |                             |          |        |              |              |             |             |        |        |
| Votes nuls               |                             |          |        |              |              |             |             |        |        |
| Total                    | Total                       | Total    | Total  |              | 100          |             | 100         | 33     | 6      |
| Absentions               |                             |          |        |              |              |             |             |        |        |
| Inscrits / participation |                             |          |        |              |              |             |             |        |        |

### La Trinité
- Maire sortante : Patricia Telle (FSM)
- 33 sièges à pourvoir au conseil municipal (population légale 2022 : 11 622 habitants)
- 6 sièges à pourvoir au conseil communautaire (CA du Pays Nord Martinique)

| Tête de liste | Tête de liste | Parti(s) | Nuance | Premier tour | Premier tour | Second tour | Second tour | Sièges | Sièges |
| Tête de liste | Tête de liste | Parti(s) | Nuance | Voix         | %            | Voix        | %           | CM     | CC     |
| ------------- | ------------- | -------- | ------ | ------------ | ------------ | ----------- | ----------- | ------ | ------ |

### Les Trois-Îlets
- Maire sortant : Arnaud René-Corail (DVG)
- 29 sièges à pourvoir au conseil municipal (population légale 2022 : 6 735 habitants)
- 3 sièges à pourvoir au conseil communautaire (CA de l'espace sud de la MArtinique)

| Tête de liste | Tête de liste | Parti(s) | Nuance | Premier tour | Premier tour | Second tour | Second tour | Sièges | Sièges |
| Tête de liste | Tête de liste | Parti(s) | Nuance | Voix         | %            | Voix        | %           | CM     | CC     |
| ------------- | ------------- | -------- | ------ | ------------ | ------------ | ----------- | ----------- | ------ | ------ |

### Le Vauclin
- Maire sortant : Jimmy Farreaux (DVG)
- 29 sièges à pourvoir au conseil municipal (population légale 2022 : 8 481 habitants)
- 4 sièges à pourvoir au conseil communautaire (CA de l'espace sud de la MArtinique)

| Tête de liste | Tête de liste | Parti(s) | Nuance | Premier tour | Premier tour | Second tour | Second tour | Sièges | Sièges |
| Tête de liste | Tête de liste | Parti(s) | Nuance | Voix         | %            | Voix        | %           | CM     | CC     |
| ------------- | ------------- | -------- | ------ | ------------ | ------------ | ----------- | ----------- | ------ | ------ |